# Adria Airways
Az Adria Airways (korábban Inex-Adria Aviopromet vagy Inex-Adria Airways) Szlovénia nemzeti légitársasága volt, amely charter és menetrend szerinti járatokat üzemeltetett európai célállomásokra. A légitársaság székhelye a ljubljanai repülőtéren volt. 20 repülőgéppel 24 célállomásra repült. A légiflottája 3 darab Airbus A319-es, 9 darab Bombardier CRJ900 LR-ből, továbbá még 2 darab Bombardier CRJ700 ER-ből és 6 darab Saab 2000-ből épült fel, s bonyolította le az utasszállítást. A légitársaság 2019. szeptember 30-án csődöt jelentett és beszüntette minden tevékenységét. A szlovén kormány ezért egy új nemzeti légitársaság megalapítását határozta el.

## Célállomások

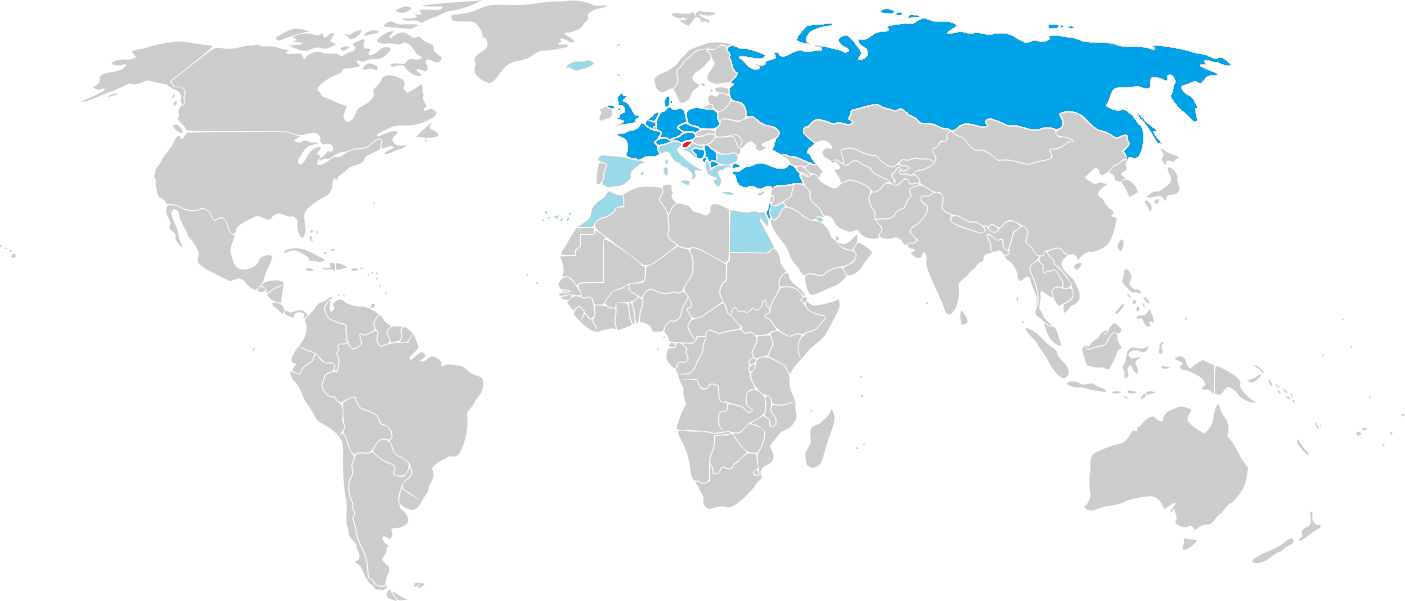
Az Adria Airways célállomásai.
Szlovénia
Az Adria Airways úticéljai
Az Adria Airways charter úticéljai

2017 nyarától az Adria Airways a ljubljanai Jože Pučnik repülőtéren működtette a fő bázisát, valamint további központjai a Priština nemzetközi repülőtér és a Teréz anya repülőtér voltak. Az Adria Airways üzleti tevékenységének nagy részét a menetrend szerinti járatai tették ki, de charter járatokat is üzemeltetett. 2017 júliusában az Adria Airways 24 menetrend szerinti és 22 charter úti célra kínált járatokat Európa-szerte. A legtöbb járatot a ljuljanai Jože Pučnik repülőtérről indította  a légitársaság, de a Teréz anya repülőtérről és a prištinai nemzetközi repülőtérről is üzemeltetett menetrend szerinti járatokat ás charterjáratokat is. 2004 óta a Star Alliance tagja, 1996 óta pedig a Lufthansa partnere volt. A légitársaság menetrend szerinti charterjáratai többnyire szezonálisak voltak, és leggyakrabban a mediterrán térségben található úti célokat szolgáltak ki. Az egyiptomi Sharm es-Sejk és Gurdaka városába egész évben menetrend szerinti járatok közlekedtek.

### Helymegosztási egyezmények
Az Adria Airways a következő légitársaságokkal kötött helymegosztási egyezményt:
| - Aeroflot - Air Canada - Air France - Air India | - Air Serbia - Austrian Airlines - Brussels Airlines - KLM | - LOT - Lufthansa - Montenegro Airlines - Scandinavian Airlines | - Singapore Airlines - Swiss International Air Lines - Turkish Airlines |

## Flottája

### A végső flotta

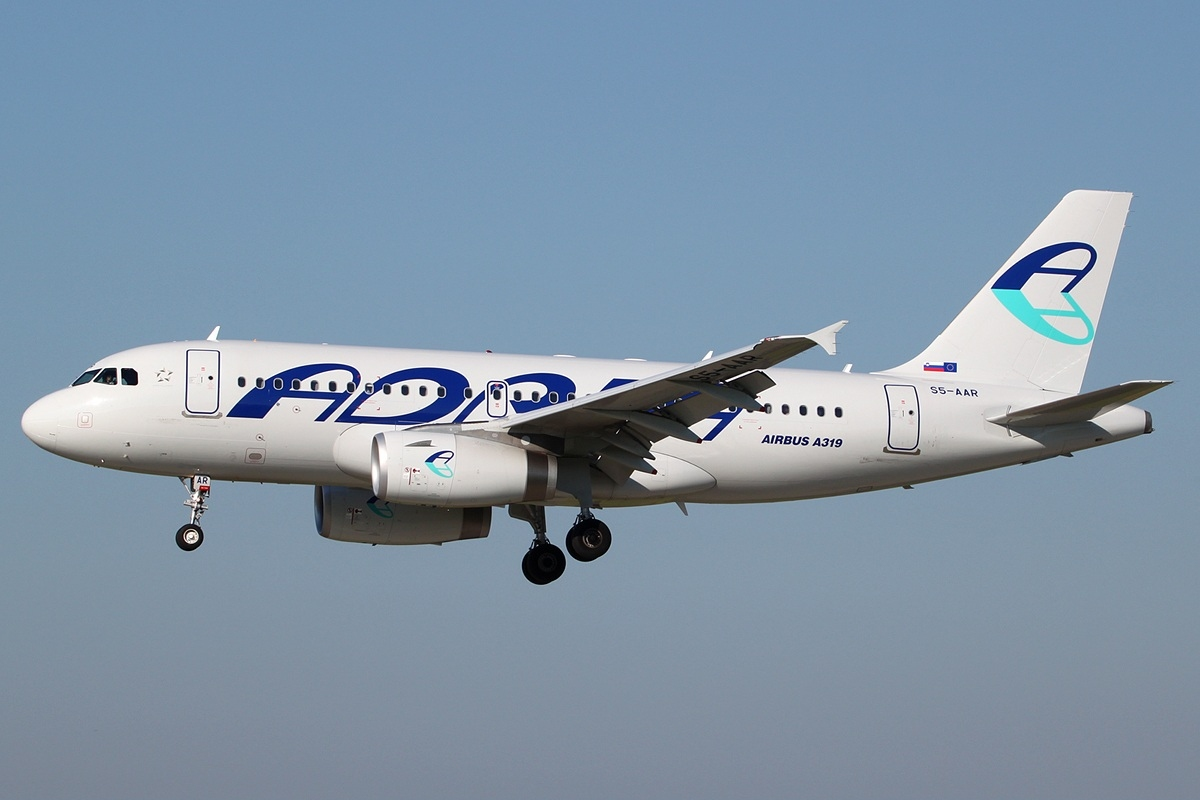
Az Adria Airways Airbus A319-100-asa

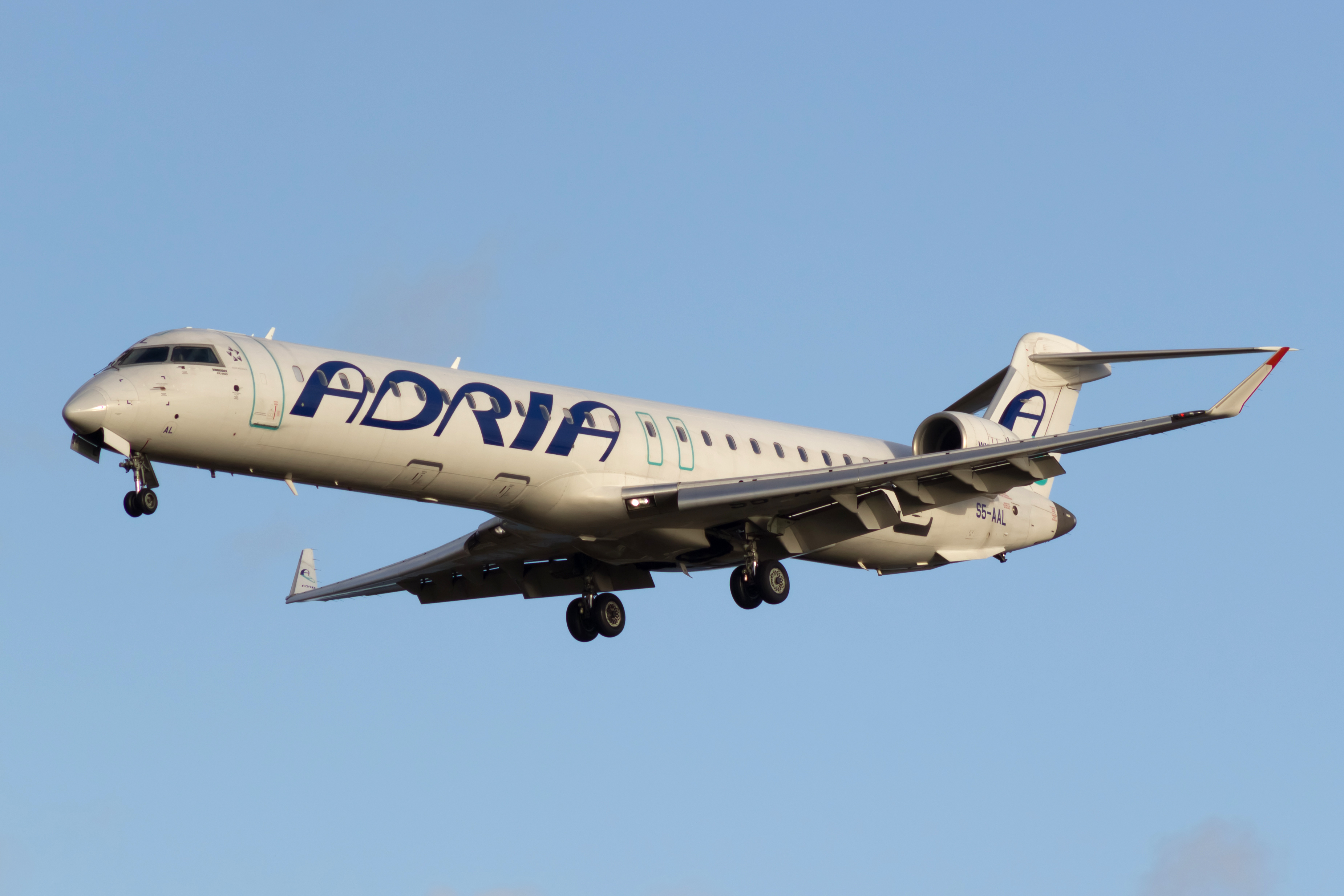
Az Adria Airways Bombardier CRJ900-as repülőgépe

A légitársaság csődjének pillanatában az Adria Airways flottája a következő repülőgépekből állt:

### A történelmi flotta
Az Adria Airways a történelme során a következő repülőgépeket üzemeltette, mielőtt megszüntette működését:

## Balesetek és incidensek
- 1975. október 30-án az Inex-Adria Aviopromet 450-es járata, egy Douglas DC-9-32-es repülőgép ködös megközelítés közben a földbe csapódott Prága közelében. A balesetben a fedélzeten tartózkodó 120 személyből 75-en életüket vesztették.[14]
- 1976. szeptember 10-én a British Airways Hawker Siddeley Trident 3B típusú repülőgépe és az Inex-Adria Douglas DC-9-31-es repülőgépe Zágráb felett összeütközött a levegőben, 176 ember halálát okozva. A szerencsétlenséget a légiforgalmi irányítás hibájának tulajdonították.[15]
- 1981. december 1-jén a korzikai Ajaccio Napoleon Bonaparte repülőtérhez  közeledve egy hegyoldalba csapódott az Inex-Adria Aviopromet 1308-as járata. A McDonnell Douglas MD-81-es fedélzetén tartózkodók közül mindenki elhunyt.[16]